# D'En Jaume Punta
D'En Jaume Punta es un cultivar de higuera de tipo higo común Ficus carica, unífera (con una sola cosecha por temporada, los higos de otoño), con higos de epidermis con color de fondo verde amarillento con sobre color verde ligeramente morado, con la parte del cuello amarillento. Se cultiva en la colección de higueras de Montserrat Pons i Boscana en Llucmajor, Islas Baleares.

## Sinonimia
- sin sinónimos“,[4][6][7]

## Historia
Actualmente la cultiva en su colección de higueras baleares Montserrat Pons i Boscana, rescatada de un ejemplar o higuera madre cultivada y localizada en el predio "son Toni Armer" en el término de Campos, donde se pueden observar cinco árboles de la misma variedad, todas ellas sembradas en sendos cinco hoyos de cantera de piedra arenisca, puesto que los familiares del propietario habían utilizado la cantera para la extracción de la piedra, y después habían utilizado los hoyos vacíos para plantar en ellos las higueras. Todavía se encuentran los ejemplares, pero son poco vigorosos y envejecidos por la decrepitud y el abandono de las canteras donde están sembradas.
La variedad 'D'En Jaume Punta' se llama así por Jaume Punta quién fue el introductor de esta variedad en las Islas Baleares, ya que la trajo del norte de África de donde es originaria.

## Características
La higuera 'D'En Jaume Punta' es una variedad unífera de tipo higo común. Árbol de vigorosidad mediana, copa deforme y de ramaje esparcido bastante claro, así como su follaje, con nula emisión de rebrotes. Sus hojas son de 5 lóbulos en su mayoría, menos de 3 lóbulos y pocas de 1 lóbulo. Sus hojas con dientes presentes márgenes ondulados poco recortados, con ángulo peciolar agudo. 'D'En Jaume Punta' tiene mucho desprendimiento de higos, poco rendimiento productivo y periodo de cosecha prolongado con recolección tardía. La yema apical cónica de color verde claro.
Los frutos de la higuera 'D'En Jaume Punta' son higos de un tamaño de longitud x anchura:35 x 40mm, con forma urceolada, que presentan unos frutos grandes, simétricos en la forma, uniformes en las dimensiones, de unos 36,320 gramos en promedio, cuya epidermis es de un grosor muy grueso, de consistencia fuerte, color de fondo verde amarillento con sobre color verde ligeramente morado, con la parte del cuello amarillento. Ostiolo de 2 a 5 mm con escamas pequeñas oscuras. Pedúnculo de 3 a 5 mm cilíndrico verde oscuro. Grietas reticulares escasas. Costillas prominentes. Con un ºBrix (grado de azúcar) de 28 de sabor dulce empalagoso, con color de la pulpa rojo granate. Con cavidad interna ausente o pequeña, con aquenios medianos y numerosos, de sabor meloso acaramelado. Los frutos maduran durante un periodo de cosecha prolongado, de un inicio de maduración de los higos sobre el 14 de septiembre al 24 de octubre. Cosecha de buena calidad con poco rendimiento productivo y periodo de cosecha prolongado.
Se usa en fresco, en alimentación humana. Difícil abscisión del pedúnculo y mediana facilidad de pelado. Bastante resistentes a las lluvias y a la apertura del ostiolo. Muy susceptibles  al desprendimiento. Son resistentes al transporte debido al grosor de su piel.

## Cultivo
'D'En Jaume Punta', se utiliza en fresco en alimentación humana. Se está tratando de recuperar de ejemplares cultivados en la colección de higueras baleares de Montserrat Pons i Boscana en Llucmajor.